# 남극의 경제
현재 남극은 남극 외에서의 소규모 어업 행위나 관광업을 제외하고 경제 활동은 없다. 현재 미국과 캐나다에 판매되는 남극 달러는 법정 통화가 아니다.

## 어업
1998년 7월 1일부터 1999년 6월 30일까지 수산물 채취량은 119,898 미터 톤이다. 불법적인 어업은 규제된 량보다 5-6배 많고, 1998년부터 시작된 프랑스와 호주의 남극 해역의 불법 어업 단속에서 적어도 8척의 어선을 압수했다. 원양 어업을 참조하라.

## 관광업
소규모 관광은 1950년대부터 존재했다. 1969년부터, 적어도 3만명 이상의 사람들이 남극을 관광했다. 1998년-1999년 여름까지 총 10,013명의 관광객이 남극을 방문했고, 전년도에는 9,604명이 방문했다. 거의 모두의 승객들이 탑승한 16척의 상용(비정부) 선박과 몇몇 요트들을 이용하여 116명이 남극을 관광했다. 대부분의 관광객들은 2주 정도 여행했다.
2006년부터, 여러 선박들이 남극 대륙의 관광 명소로 운항하는 서비스가 생겼다. 호주에서는 현재 남극 대륙의 관광이나 비행을 위해 영공 비행을 하고 있으며, 뉴질랜드에서는 영공 비행이 1979년 말 에어뉴질랜드 901편이 에러버스 산에 충돌하는 사고가 있었다.

## 과학 기지
현재 약 30개국이 과학 기지가 있으며(40개 기지는 연중 이용 가능, 30개 기지는 여름철 이용 가능), 여름에는 4천 명, 겨울에는 천 명이 상주하고 있다.